# دوناتلا دی چزاره
دوناتلا دی چزاره (انگلیسی: Donatella Di Cesare؛ زادهٔ ۲۹ آوریل ۱۹۵۶) اندیشمند سیاسی، مقاله‌نویس و ویراستار ایتالیایی است. او در حال حاضر به عنوان استاد فلسفه نظری در دانشگاه ساپینزا رم خدمت می‌کند. دی سزار با روزنامه‌ها و مجلات مختلف ایتالیایی از جمله L’Espresso و Il Manifesto همکاری می‌کند.